# Ехтернах
Ехтернах (лукс. Iechternach  ) је град у Луксембургу.

## Географија
Ехтернах је општина са градским статусом у Луксембургу, главни град Кантона Ехтернах и део је Округа Гревенмахер. Налази се у источном Луксембургу, на граници са Немачком. Река Сауер која протиче кроз град раздваја Луксембург од Немачке.
Простире се на 20.49 км2. Према попису из 2001. године град Ехтернах има 4.610 становника. Према процени 2009. има 4.877 становника.

## Историја
Римска вила у Ехтернаху, откривена 1975, сматра се да је највећa северно од Алпа.
Ехтернах је растао и развијао се уз зидине Етернашке опатије, коју је 698. године основао Свети Вилиброрд. Он је био монах који је постао први епископ у Утрехту и радио на томе да покрсти Фризе. Као епископ управљао је манастиром све до своје смрти 739.

## Знаменитости
Постоје две главне цркве у Ехтернаху. Прва је Етернашка опатија, а друга је мања црква Светог Петра и Павла. У граду постоји и музеј праисторије.
Од 1975. године Ехтернах је домаћин међународног музичког фестивала који се одржава сваке године у мају и јуну.

## Демографија
Попис 15. фебруара 2001:
- Укупна популација: 4.610
  - Мушкарци: 2.162
  - Жене: 2.448

| Националност  | Популација | %      |
| ------------- | ---------- | ------ |
| Луксембуржани | 2.817      | 61,11% |
| - Португалци  | 1.149      | 24,92% |
| - Французи    | 131        | 2,84%  |
| - Италијани   | 43         | 0,93%  |
| - Белгијанци  | 77         | 1,67%  |
| - Немци       | 164        | 3,56%  |
| - Југословени | 37         | 0,80%  |
| - outros      | 192        | 4,16%  |

## Галерија
- Ехтернах
- Ехтернашка опатија
- Римски остаци
- Мост и река Сауер
- Град